# Філіппова Надія Миколаївна
Філіппова Надія Миколаївна (17 вересня 1959) — радянська хокеїстка на траві.
Бронзова призерка Олімпійських Ігор 1980 року.